# Criterios de Wells
Los criterios de Wells o Escala de Wells son dos sistemas de predicción clínica para tromboembolismo pulmonar (TEP) y trombosis venosa profunda (TVP), creado en 2006 por Wells y Scarvelis. 

## Predicción de TVP
Utiliza una fórmula generalizada de criterios clínicos para el embolismo pulmonar. Da valores de -2 o 1 punto a cada criterio con un puntaje máximo posible de 8 puntos. 

### Interpretación
Una puntuación de 2 o superior hace probable una trombosis venosa profunda. Por lo general, se considera el aporte de imágenes radiológicas de las venas de la pierna. Una puntuación menor de 2 hace que sea poco probable el diagnóstico de una trombosis venosa profunda. Para descartar la posibilidad de una TVP se puede recurrir a un análisis de sangre, como la prueba del dímero-D.
Interpretación de la puntuación de riesgo (probabilidad de TVP):
- > 3 puntos: riesgo elevado (75%);
- 1 a 2 puntos: riesgo moderado (17%);
- <1 punto: riesgo bajo (3%).

## Predicción de TEP
Asigna valores de 3, 1,5 o 1 punto a cada criterio. 
Interpretación de la puntuación de riesgo (probabilidad de TEP):
- >6 puntos: riesgo elevado (78.4%);
- 2 a 6 puntos: riesgo moderado (27.8%);
- <2 puntos: riesgo bajo (3.4%)